# José Augusto (cantor)

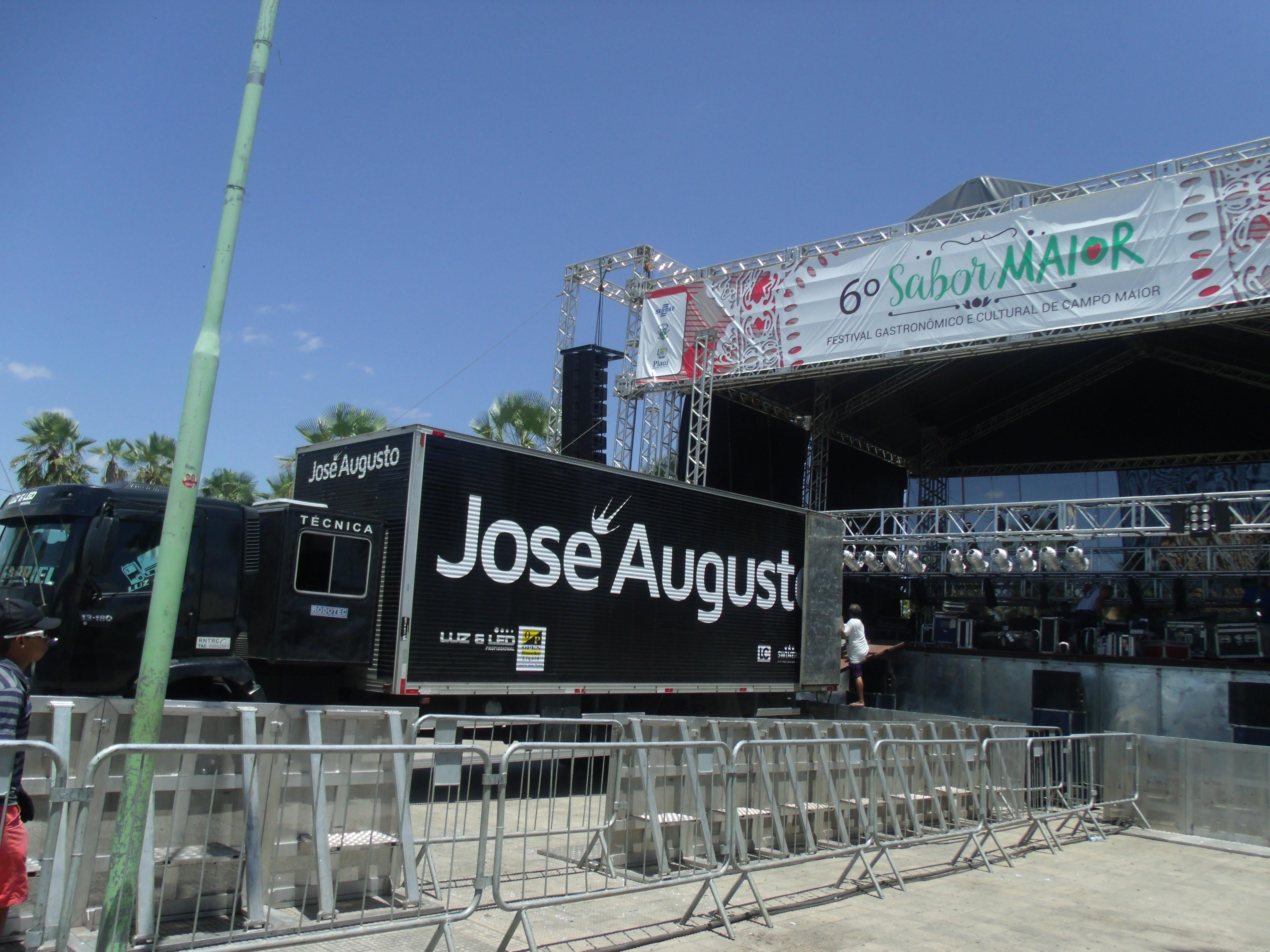
Caminhão da equipe de José Augusto em preparativos de um show

José Augusto Cougil (Rio de Janeiro, 16 de agosto de 1953) é um cantor e compositor brasileiro.

## Biografia
Filho único de Sofhia Cimillo Cougil e Augusto Cougil Novoa, aos 8 anos começou a estudar piano, harmonia e solfejo no conservatório nacional de música do Rio de Janeiro. Logo depois ganha um piano de presente do pai para praticar em casa. Com 12 anos ganhou o primeiro violão, e aprende a tocar o básico.
Aos 14 anos participou do festival de música de Santa Teresa quando recebeu o seu primeiro prêmio como melhor interprete do festival. Dos 14 aos 17, fez testes em quase todas as gravadoras do Brasil sendo reprovado em todas, até que conseguiu uma nova chance com o produtor Renato Corrêa, integrante do grupo Golden Boys tendo assim a oportunidade de cantar com a orquestra do Maestro Gaya, sendo aprovado e pronto para gravar seu primeiro disco.
A carreira do cantor e compositor começou em 1972, quando ele levou uma fita de suas músicas à então gravadora EMI.
O produtor de discos Renato Correia, logo percebeu o talento de José Augusto, e imediatamente recomendou sua contratação. Em 1972 teve sua primeira composição gravada por Cauby Peixoto. No mesmo ano gravou um compacto simples como teste. Em 1973 gravou o seu primeiro disco oficial com a música "De Que Vale Ter Tudo Na Vida" com vendagem de um milhão de cópias.

### Década de 1970
Ao lançar seu primeiro disco em 1973, José Augusto faz sucesso com as músicas "De Que Vale Ter Tudo Na Vida" e "Eu Quero Apenas Carinho". Logo em seguida ele lançou a sua carreira internacional com a música "Luzes da Ribalta" (Candilejas), onde se consagrou com prêmios e sucessos alcançando a marca de cinco milhões de produtos vendidos, no México, Espanha, Argentina, Peru, Colômbia, Costa Rica, Equador, Venezuela e grande parte latina dos Estados Unidos.

### Década de 1980
Mesmo se dedicando ao mercado latino, Augusto continuou lançando discos no Brasil e compondo para vários artistas: Alcione, Simone, Chitãozinho e Xororó, Fafá de Belém entre muitos outros. E assim, em 1985 surgiu mais um hit, a música "Fantasias", que rompeu o bloqueio das rádios FM no Brasil que na época não divulgavam os artistas populares. Augusto ainda fechou a década com uma série de sucesso; "Sábado", "De Igual Pra Igual" "Chuvas de Verão" "Eu e você", "Fui Eu", "Só Você", "Amantes" entre outras.

### Década de 1990
Consagrado no mercado latino e no cenário nacional, José Augusto abriu a década com mais um hit, a música "Aguenta Coração" (tema da novela Barriga de Aluguel, da Rede Globo). Devido ao sucesso da trama também no exterior, o cantor grava a canção em espanhol e em italiano. O artista permaneceu durante meses na parada latino-americana da revista Billboard e recebe pela primeira vez o Prêmio "Aplauso" na categoria de melhor cantor latino.
Depois de um ano e meio no primeiro lugar nas rádios do Brasil, ele volta a emplacar mais um sucesso do mesmo disco, a música "Sonho por sonho".
A década é marcada por vários sucessos e convidados. Xuxa participou do tema de abertura da novela "Sonho Meu" da Rede Globo", autoria de José Augusto & Carlos Colla. Com a diva da música americana Dionne Warwick, José Augusto cantou "Quase um sonho". Outras canções que marcaram a década foram; "A noite mais linda" (Tema da novela O Mapa da Mina), "Bate coração" (Tema da novela De Corpo e Alma), "Te Amo" (tema da novela Torre de Babel), "Por eu ter me machucado" (Tema da novela A Indomada), "A minha história" também gravada em espanhol e executada até hoje no Brasil e nos países Latinos.

### Década de 2000
Paralelamente a agenda de shows no Brasil, José Augusto seguiu fazendo shows em Portugal, Porto Rico e Angola.
Em 2001, José Augusto lançou um projeto especial pela Abril Music "De Volta Para o Interior". O projeto relembra grandes sucessos da música regional; "Beijinho Doce", "Menino da Porteira", "Vida de Viajante", além da música "Indiferença" regravada por ele.
De 2002 a 2005, afastado do cenário musical, resolveu se dedicar as composições. Até que em 2006, com a música "Cuba", ele retornou com a sua turnê pelo exterior e decidiu morar em Miami até o final de 2007, quando retornou ao Brasil para gravar o CD-DVD "Aguenta Coração" ao vivo.

## Curiosidades
- Até 2009 José Augusto vendeu algo superior a 20 milhões de discos;
- Em 1991 ganhou o troféu imprensa como melhor cantor brasileiro do ano;
- Fez shows em mais de 30 países: Europa, África, e Américas;
- Único brasileiro a vencer o prêmio Olé Espanhol por vendagem de 250 mil discos;
- Venceu dois prêmios Aplauso na categoria de melhor cantor latino.
- José Augusto possui uma carreira bem consolidada no mercado hispânico, com mais de 5 milhões de cópias vendidas;
- É um dos maiores recordistas de músicas em novelas;
- É chamado carinhosamente pelos seus fãs como o Rei do Romantismo.
- Já compôs com nomes como Carlos Colla, Paulo Coelho e Paulo Sérgio Valle;
- Ilustre torcedor do Flamengo.

## Trilhas de novelas
José Augusto está entre os artistas brasileiros que mais tem canções em trilhas de novelas. São ao todo 20 trilhas, sendo 14 apenas em novelas da Rede Globo.
| Ano  | Música                                  | Novela                 | Emissora   |
| ---- | --------------------------------------- | ---------------------- | ---------- |
| 2017 | "Ninguém te amou assim"                 | Belaventura            | RecordTV   |
| 2012 | "Estória de nós dois"                   | Avenida Brasil         | Rede Globo |
| 2008 | "Coisas do Coração"                     | Beleza Pura            | Rede Globo |
| 2005 | "Sorri (Smile)"                         | Os Ricos Também Choram | SBT        |
| 2001 | "Vida Cigana"                           | Pícara Sonhadora       | SBT        |
| 2001 | "Por entre os dedos"                    | Porto dos Milagres     | Rede Globo |
| 1999 | "O sole mio!"                           | Terra Nostra           | Rede Globo |
| 1998 | "Evidências" (com Roberta Miranda)      | Pérola Negra           | SBT        |
| 1998 | "Te amo"                                | Torre de Babel         | Rede Globo |
| 1997 | "Por eu ter me machucado"               | A Indomada             | Rede Globo |
| 1996 | "Coração Gelado"                        | Quem é Você?           | Rede Globo |
| 1993 | "Querer É Poder" (com Xuxa)             | Sonho Meu              | Rede Globo |
| 1993 | "A noite mais linda"                    | O Mapa da Mina         | Rede Globo |
| 1992 | "Bate Coração (Teu olhar)"              | De Corpo e Alma        | Rede Globo |
| 1991 | "O Passarinho" (com Trem da Alegria)    | Carrossel              | SBT        |
| 1990 | "Aguenta Coração"                       | Barriga de Aluguel     | Rede Globo |
| 1989 | "Eu e Você" (com Roupa Nova)            | Tieta                  | Rede Globo |
| 1988 | "De igual pra igual"                    | Bebê a Bordo           | Rede Globo |
| 1978 | "Meu destino é você"                    | Aritana                | TV Tupi    |
| 1976 | "Quem nega a luz, na sombra vai morrer" | Anjo Mau               | Rede Globo |

## Discografia

### No Brasil
- "José Augusto" - (1973) Eu Quero Apenas Carinho
- "José Augusto" - (1974) Palavras, Palavras
- "José Augusto" - (1976) Não Tem Problema
- "José Augusto" - (1977) Mania de Grandeza
- "José Augusto" - (1978) Doce Engano
- "José Augusto" - (1979) Me Esqueci de Viver
- "José Augusto" - (1980) Hey
- "José Augusto" - (1981) Querer e Perder
- "José Augusto" - (1982) Santa Teresa
- "José Augusto" - (1983) Vivências
- "José Augusto" - (1984) Sem Preconceito
- "José Augusto" - (1985) Passo A Passo
- "José Augusto" - (1986) Fantasias
- "José Augusto" - (1987) Sábado
- "José Augusto" - (1988) Fui eu
- ''José Augusto'' - (1989) Recordações
- "José Augusto" - (1990) Aguenta Coração
- "José Augusto" - (1992) Bate Coração
- "José Augusto" - (1994) Longe de Tudo
- "José Augusto" - (1995) Corpo e Coração
- "José Augusto" - (1996) Nosso Amor é Assim
- "José Augusto" - (1997) Eu Sem Você
- "José Augusto" - (1998) Minha Vida (Acústico)
- ''José Augusto'' - (1999) José Augusto Todos Os Grandes Sucessos Ao Vivo
- "José Augusto" - (2000) Prisioneiro
- "José Augusto" - (2001) De Volta Pro Interior
- ''José Augusto'' - (2004) Fantasias

- "José Augusto" - (2008) Aguenta Coração Ao Vivo (CD e DVD)
- ''José Augusto'' - (2012) Na Estrada Ao Vivo (CD e DVD)
- "José Augusto" - (2013) Minha História (Box 3 CDs e 1 DVD)
- "José Augusto" - (2014) Quantas Luas
- "José Augusto" - (2016) Duetos

### Fora de Brasil
- (1974) Yo Sólo Busco Un Cariño
- (1975) Melancolía
- (1975) Candilejas
- (1976) Fascinación
- (1978) Nada Nos Va a Separar
- (1979) El Final de Nuestra Historia
- (1979) Lo Mejor de José Augusto
- (1981) En Español
- (1980) Éxitos de José Augusto
- (1985) 12 Éxitos de José Augusto
- (1987) En Español
- (1990) Aguanta Corazón
- (1997) Mi Historia Entre Tus Dedos
- (1998) Apasionado